# L'esecuzione di Stepan Razin
L'Esecuzione di Stepan Razin, op. 119, di Dmitrij Šostakovič è una cantata per baritono, coro misto ed orchestra. Il brano è stato scritto nel 1964, ed è stato eseguito per la prima volta dall'Orchestra filarmonica di Mosca e dal RSFSR Academic Russian Choirs, sotto la guida di Kirill Kondrashin, nello stesso anno nella Sala Grande del Conservatorio Čajkovskij di Mosca.

## Storia
Questa cantata, che può essere anche definita poema sinfonico, è basata sulla storia e la condanna del leader cosacco Sten'ka Razin, condottiero della rivoluzione contro lo zar Alessio I, nel diciassettesimo secolo. Difensore degli oppressi, dei contadini poveri, dei servi della gleba fuggitivi, degli appartenenti a minoranze etniche perseguitate e dei disertori. Dal 1668 al 1669 condusse una campagna militare contro la Persia, per poi stabilirsi ad Astrachan'.
Proclamata nel 1670 la Repubblica Cosacca e l'abolizione della schiavitù, sostenne l'uguaglianza di tutti e l'abolizione dei privilegi. Razin organizzò un esercito popolare che prese Caricyn (oggi Volgograd), Saratov e Samara risalendo il corso del Volga.
Nel 1671 la rivolta contadina si estese anche alle regioni settentrionali della Russia. In ottobre, con la sconfitta presso il fiume Svijaga, Razin fu costretto alla ritirata. Tradito, fu consegnato alle autorità zariste che dopo averlo torturato lo squartarono pubblicamente.
I testi del brano sono di Evgenij Evtušenko, lo stesso autore dei testi della Tredicesima sinfonia.

## Discografia
- The Execution of Stepan Razin, C. R. Austin (Basso), Seattle Symphony Chorale, Seattle Symphony, G. Schwarz (Direttore), Naxos